# Palazzo Chiaramonti

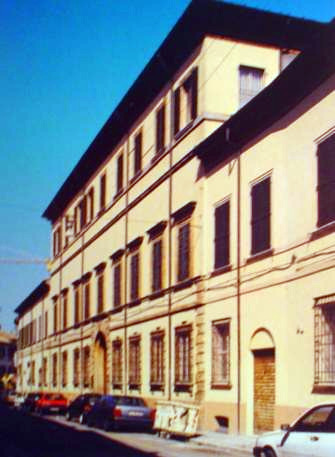
Palazzo Chiaramonti

Il Palazzo Chiaramonti è situato in Contrada Chiaramonti nel centro storico di Cesena.

## Storia

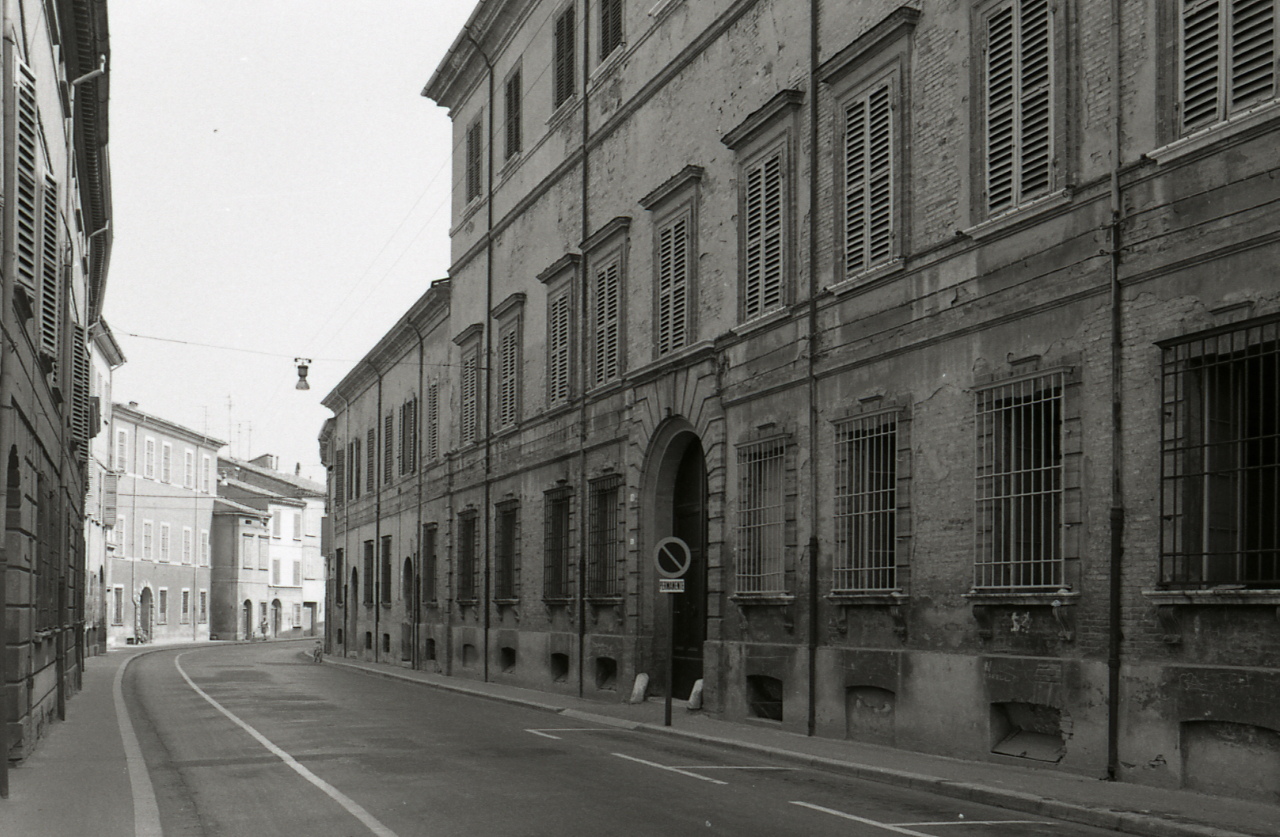
Scorcio col palazzo in una foto di Paolo Monti del 1972

L'edificio fu commissionato agli inizi del settecento da Giovanni Gaetano Carli e accolse negli anni ottanta di quello stesso secolo la decorazione pittorica di Giuseppe Milani.
Nel 1807, Papa Pio VII acquistò il palazzo dai Carli, in permuta col vecchio palazzo Chiaramonti situato in via Milani, lo donò al nipote Scipione Chiaramonti che aveva sposato Teresa Barberini Colonna di Sciarra, e ne stabilì l'ammodernamento da parte dell'architetto Tomba. È qui che il pontefice, di ritorno dall'esilio, dimorò durante la permanenza nella sua città natale da 20 aprile al 7 maggio 1814.
Nel secondo Ottocento si attuarono nuove modifiche: l'apertura di un ingresso su via Sacchi e nuove decorazioni all'interno ad opera di Lucio Rossi al secondo piano di via Chiaramonti. I disegni sono conservati presso la Biblioteca Malatestiana.
Dal 1910 è sottoposto alla normativa in merito agli immobili di interesse storico-artistico.
Durante la Seconda guerra mondiale subì danni rilevanti a causa dello scoppio di tre colpi di obice sparati dall'VIII Armata contro le truppe germaniche in ritirata e finiti, per errore, sul palazzo. Gli affreschi della Sala furono restaurati da Dante De Carolis. L'ultimo restauro è stato effettuato nel 2019 a cura del Laboratorio degli Angeli di Bologna.
È tuttora abitato dai pronipoti del pontefice cesenate.
La facciata principale è stata interamente restaurata nel 2017.

## Descrizione
La facciata di Palazzo Chiaramonti è sobria, giacché mai fu portato a termine un progetto più sfarzoso di Tomba, mentre protagonista dell'interno è lo scalone monumentale con affresco dell’Olimpo del Milani; dallo scalone si accede al grande salone di rappresentanza, con dipinti del Milani, tra cui L'allegoria della vita e del giorno sul soffitto, Venere indica ad Enea e Acate la via per Cartagine e Didone accoglie Enea alle pareti.